# Бернхард I фон Шьонбург-Хасенщайн
Бернхард I фон Шьонбург-Хасенщайн (на немски: Bernhard I von Schönburg-Hassenstein; † сл. 1380) e благородник от род Шьонбург-Хасенщайн в планината Ерцгебирге (Krušné hory) в Бохемия в Чехия.

## Произход и наследство
Той е третият син на Фридрих (Фриц) IV фон Шьонбург-Кримитцшау-Щолберг († сл. 1347/1363) и Агнес фон Китлитц († 1369). Внук е на Херман IV фон Шьонбург († 1301) и София фон Лобдебург, дъщеря на Ото IV фон Лобдебург-Арншаугк († 1289). По-големите му братя са Херман VI фон Шьонбург-Кримитцшау († 1375/1382) и Фридрих VII фон Шьонбург-Хасенщайн († 1367). Сестра му Катарина фон Шьонбург-Кримитцшау († 1362) е омъжена за Хайнрих X фон Вайда „Млади“ († 1363/1366). Другата му сестра Гизела фон Шьонбург († сл. 1360) се омъжва за Ото фон Ебелебен († сл. 1360).
Карл IV дава на Шьонбургите през 1351 г. господството Хасенщайн и други градове в Бохемия.

## Фамилия
Бернхард I фон Шьонбург-Хасенщайн се жени за Агнес фон Кверфурт. Те имат четирима сина:
- Венцел I фон Шьонбург-Хасенщайн († сл. 1422), женен за София фон Шьонбург-Глаухау († сл. 1370), дъщеря на Фридрих IX фон Шьонбург-Глаухау († 1389) и Агнес фон Вартенберг († сл. 1373)
- Фридрих X фон Шьонбург-Хасенщайн(† сл. 1418), женен за Елизабет Ройс фон Плауен († сл. 1413), дъщеря на Хайнрих VII фон Плауен († 1380) и фон Вайда († 1363/1366), дъщеря на сестра му Катарина
- Херман VIII фон Шьонбург († сл. 1438)
- Бернхард II фон Шьонбург († сл. 1394)